# Onthophagus picipennis
Onthophagus picipennis là một loài bọ cánh cứng trong họ Bọ hung (Scarabaeidae).